# Ácido piridinocarboxílico
| Ácido piridinocarboxílico              |                              |                              |                              |
| Nome                                   | Ácido picolínico             | Ácido nicotínico             | Ácido isonicotínico          |
| Outros nomes                           | Ácido piridino-2-carboxílico | Ácido piridino-3-carboxílico | Ácido piridino-4-carboxílico |
| Fórmula estrutural                     |                              |                              |                              |
| Número CAS                             | 98-98-6                      | 59-67-6                      | 55-22-1                      |
| PubChem                                | 1018                         | 938                          | 5922                         |
| Fórmula                                | C6H5NO2                      | C6H5NO2                      | C6H5NO2                      |
| Massa molar                            | 123,11 g·mol−1               | 123,11 g·mol−1               | 123,11 g·mol−1               |
| Estado físico                          | sólido                       | sólido                       | sólido                       |
| Ponto de fusão                         | 134–137 °C                   | 236,6 °C                     | 315–319 °C                   |
| Identificação GHS                      | Atenção                      | Atenção                      | Atenção                      |
| Frases H e P                           | 302‐319                      | 319                          | 319                          |
| Frases H e P                           | Frases EUH                   | Frases EUH                   | Frases EUH                   |
| Frases H e P                           | 305+351+338                  | 305+351+338                  | 260 - 262 - 305+351+338      |
| Identificação de substâncias perigosas | Substância nociva (Xn)       | Substância irritante (Xi)    | Substância irritante (Xi)    |
| Frases R                               | 22 - 36                      | 36                           | 36                           |
| Frases S                               | 26 - 36                      | 22 - 26                      | 22 - 24 - 26                 |

Os compostos orgânicos ácido piridinocarboxílico formam em Química uma família de compostos, pertencente aos compostos heterocíclicos (mais precisamente: heteroaromáticos). Consistem de um anel piridina, substituído com um grupo carboxila (−COOH). Através de arranjo diferente resultando em três isômeros constitucionais com a fórmula C6H5NO2. São mais conhecidos sob os nomes triviais ácido picolínico, ácido nicotínico e isonicotínico. Elas podem ser produzidos a partir das respectivas picolinas por oxidação do grupo metilo pelo permanganato de potássio (KMnO4).